# جيريمي فيش
جيريمي فيش (بالإنجليزية: Jeremy Fish)‏ هو فنان أمريكي، ولد في 1974.